# Gertrude McCoy
Gertrude McCoy (nacida como Gertrude Lyon, 30 de junio de 1890 – 17 de julio de 1967) fue una actriz estadounidense que trabajo durante la era de cine mudo. Apareció en 131 películas entre 1911 y 1926.

## Filmografía
- A Soldier's Duty (1912)
- A Personal Affair (1912)
- Kitty at Boarding School (1912)
- Cynthia's Agreement (1912)
- The Blue Bird (1918)
- The Danger Mark (1918)
- Castle of Dreams (1919)
- Angel Esquire (1919)
- The Auction Mart (1920)
- The Golden Dawn (1921)
- Tell Your Children (1922)
- Was She Guilty? (1922)[2]
- Always Tell Your Wife (1923)
- Heartstrings (1923)

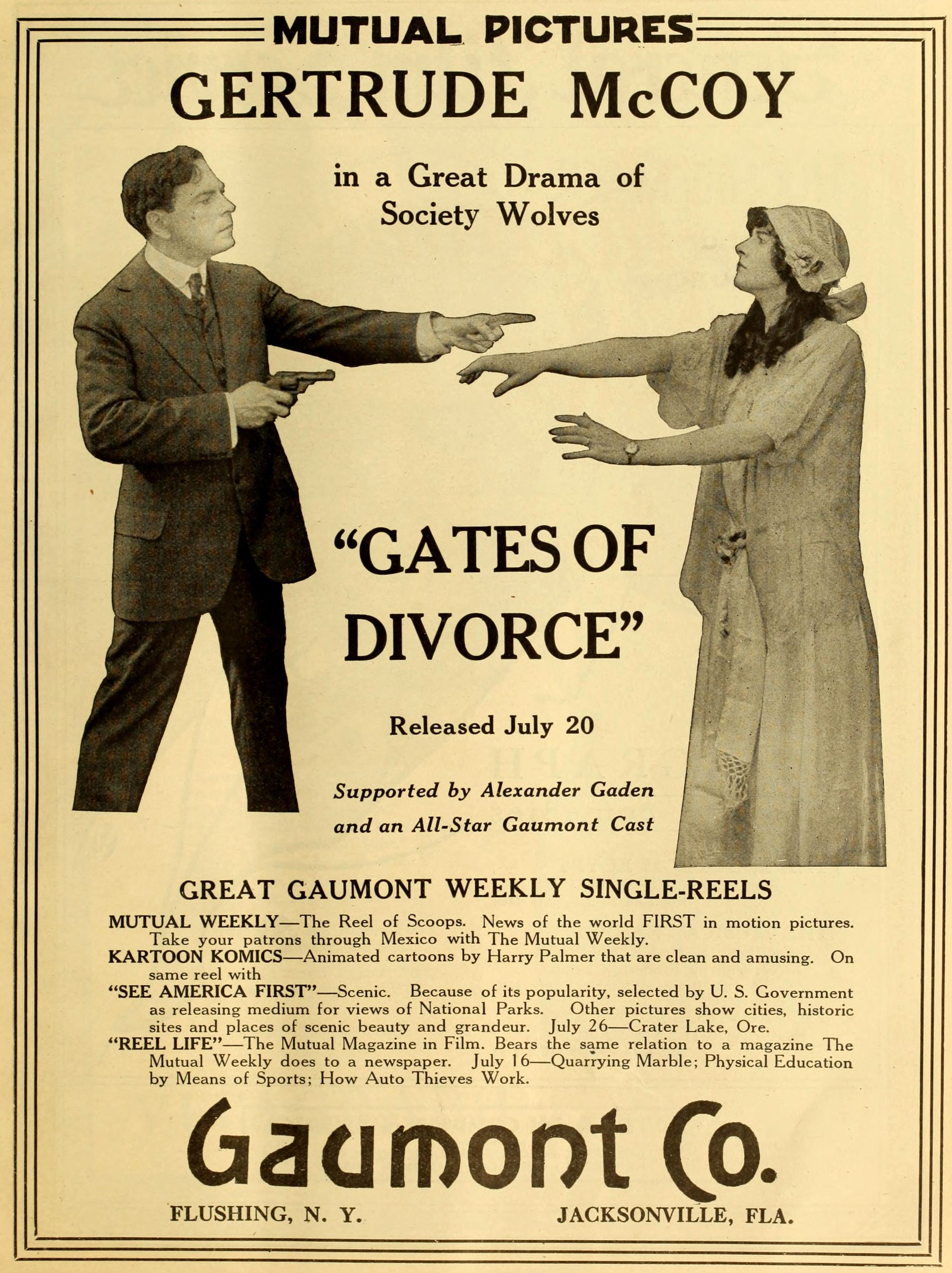
Gates of Divorce (1916)

- The Temptation of Carlton Earle (1923)
- The Diamond Man (1924)
- Chappy: That's All (1924)
- Miriam Rozella (1924)
- Nets of Destiny (1924)
- Nelson (1926)[2]
- A Royal Divorce (1926)
- Verborgene Gluten (1928)